# Йоганн Генріх Вільгельм Тішбайн
Йоганн Генріх Вільгельм Тішбайн, званий Ґете-Тішбайн (15 лютого 1751, Гайна (монастир) — 26 червня 1829, Ойтін) — німецький художник із гессенської родини художників Тішбайн.

## Життєпис

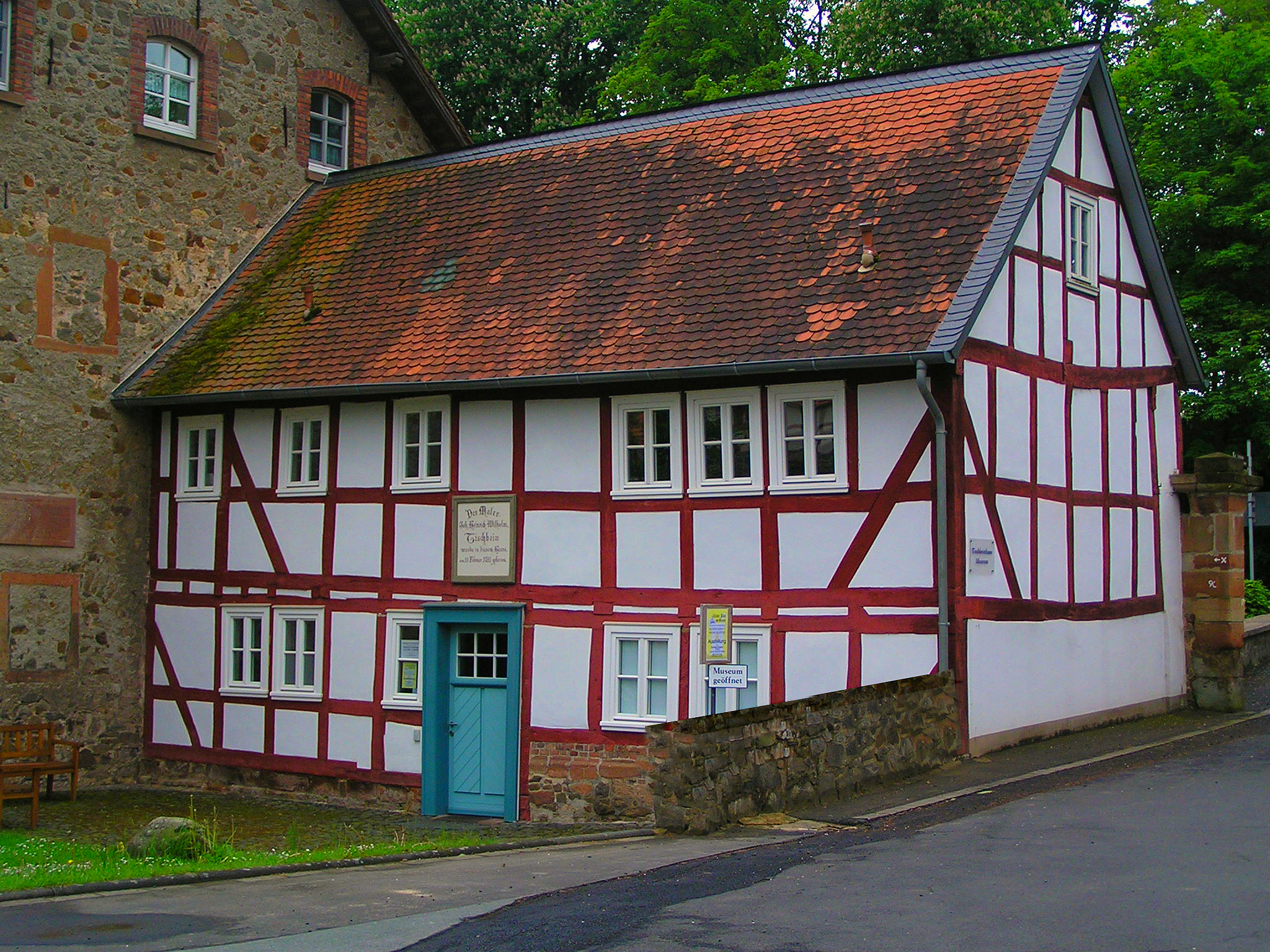
Місце народження Тішбайна в Гайні

Син Йоганна Конрада Тішбайна (1712–1778) — теслі монастиря Гайна. З 1765 року вчився у свого дядька Йоганна Генріха Тішбайна Старшого в Касселі, а потім — у свого дядька Йоганна Якоба Тішбайна в Гамбурзі. Оскільки Тішбайн не цікавився суто пейзажним живописом, то він вирішив переїхати до свого двоюрідного брата Йоганна Дітріха Ліллі в Гамбург. Йоганн Ліллі працював торговцем мистецтвом, копіювачем і реставратором та познайомив юного художника з історичним живописом. Завдяки цьому навчанні Тішбайн мав можливість вивчати твори видатних майстрів. У 1771 році молодий Тішбайн відправився в навчальну поїздку до Голландії і, після короткого перебування в Бремені в 1773 році повертається в Гайну. Завдяки сприянню ландграфині Філіппіни Гессен-Касселя Тішбайн потрапив до берлінського двору, де з 1777 року успішно працював портретистом. У 1778 році там був прийнятий до масонської ложі «Zur Eintracht».

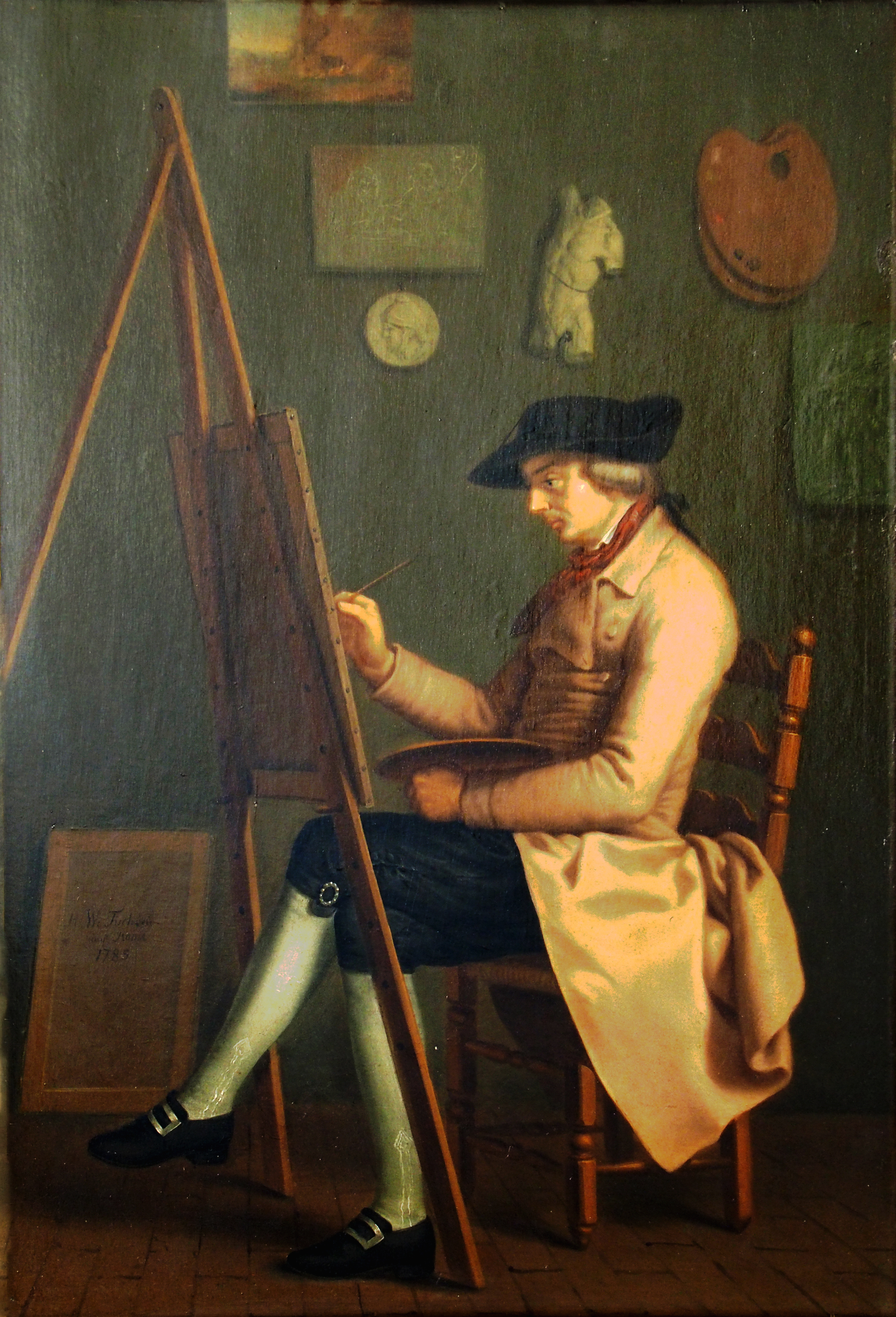
Автопортрет за мольбертом, 1785 рік

Як і багато його колег-художників, Тішбайн хотів навчатися в Італії. Вперше він зміг навчатися в Римі в 1779 році завдяки стипендії Кассельської академії. Після інтенсивного вивчення античних творів мистецтва Тішбайн змінив стиль з рококо на класицизм. У Римі він писав пейзажі, історичні картини та натюрморти. У 1781 році йому довелося перервати перебування в Римі через матеріальні труднощі. Опісля переїхав до Цюріха, де працював у гуртку фізіогноміста Йоганна Каспара Лаватера та філолога Йоганна Якоба Бодмера. Зокрема, контакт Тішбайна з Лаватером, очевидно, привів до радикальної зміни його стилю живопису. Тішбайн почав звертатися до історичних тем і теорій про цінність фізіогномічних досліджень. У Цюріху він також встановив свої перші контакти з Йоганном Вольфгангом фон Гете.

Гете в римській Кампанії, 1787, Штедель, Франкфурт-на-Майн

У 1783 році Тішбайн зміг повернутися до Риму після того, як за посередництва Ґете герцог Ернст II Саксен-Гота-Альтенбурзький надав йому ще одну стипендію у розмірі 100 дукатів на рік. Під час цього другого перебування в Італії, яке тривало до 1799 року, в 1786 році Тішбайн подружився з інкогніто-мандрівником Ґете, який у своїй книзі «Італійська подорож» докладно описав їх спільний час. Незабаром Ґете переїхав до Тішбайна, який жив у начебто спільній квартирі з іншими німецькомовними художниками, зокрема Фрідріхом Бері, Генріхом Маєром, Йоганном Генріхом Ліпсом та Йоганном Георгом Шютцем. (У Casa di Goethe на вулиці Віа дель Корсо № 18 зараз знаходиться музей про його перебування.) У лютому 1787 року Тішбайн подорожував з Ґете до Неаполя, звідки, за рекомендацією Тішбайна, Ґете вирушив на Сицилію в супроводі пейзажиста Крістофа Генріха Кніпа. Після повернення Ґете до Риму в червні Тішбайн повернувся до Неаполя в пошуках замовлень і віддав Ґете свою простору студію на Корсо, в якій той жив майже рік. У 1786–87 роках також була написана знаменита картина Тішбайна «Ґете в Кампанії», яка показує Ґете як мандрівника в Римській Кампаньї і яка стала втіленням туги за Італією. Пізніше картина потрапила до Німеччини і в 1887 році була подарована банківською родиною Ротшильдів художньому інституту Штедель у Франкфурті-на-Майні. Там її можна побачити й сьогодні. Коли наприкінці серпня 1787 року Французька академія в Римі показала виставку сучасних французьких художників, Ґете зазначив: «Через «Горатьє» Давида перевага схилилася до французів. Це спонукало Тішбайна створити свого Гектора, який запрошує Паріса в присутності Гелени, у натуральну величину».

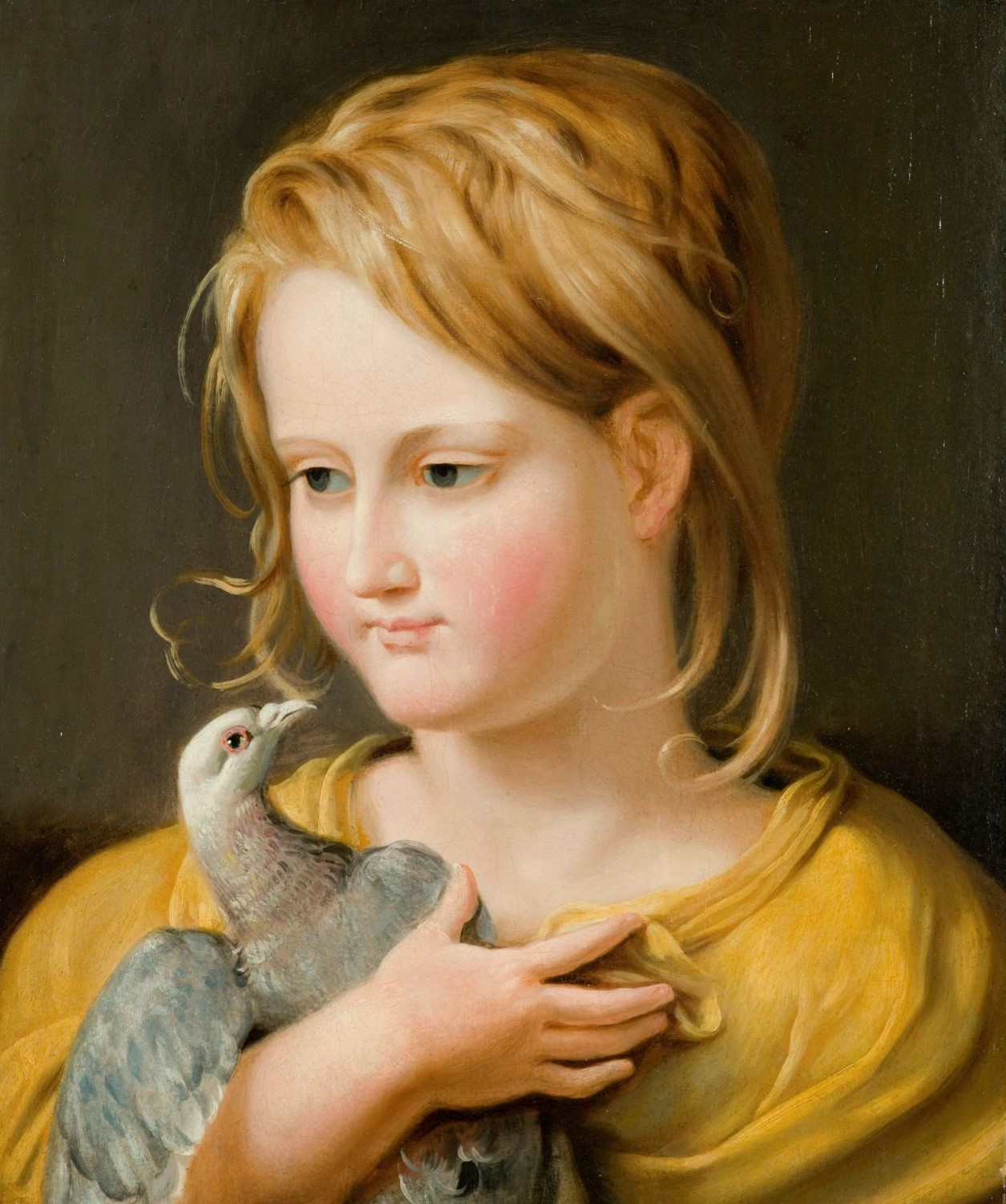
Портрет Ернестини Тішбайн, близько 1810, Німецький національний музей

З осені 1789 по 1799 рік, коли французькі війська вторглися в Неаполь, Тішбайн був директором тамтешньої художньої академії (Accademia di Belle Arti), яка існує і сьогодні. Зв'язок із Ґете, який з тих пір повернувся до Веймара, охолов. Хоча Ґете допоміг Тішбайну отримати стипендію від герцога Ернста II Готського, художник не надіслав жодної картини спонсору протягом трьох років. Ґете гірко скаржився на це в листі до Гердера.
Після повернення до Німеччини в 1799 році Тішбайн заснував Академію рисунку для жінок у Геттінгені, де з 1799 по 1801 рік також працював племінник Тішбайна Вільгельм Унгер. Одружившись у 1801 році, митець оселився в Гамбурзі та розробив концепцію продовження своєї викладацької роботи в школі рисування. Молоді художники, такі як Філіп Отто Рунге та Фрідріх Овербек, зв'язалися з ним, але коли сенат Гамбурга відмовився фінансово підтримати заплановану художню школу, у 1808 році Тішбайн прийняв пропозицію Петра I, принца-регента герцогства Ольденбурзького, стати придворним художником і директор галереї. Петро І також придбав колекцію картин Тішбайна для власної колекції.

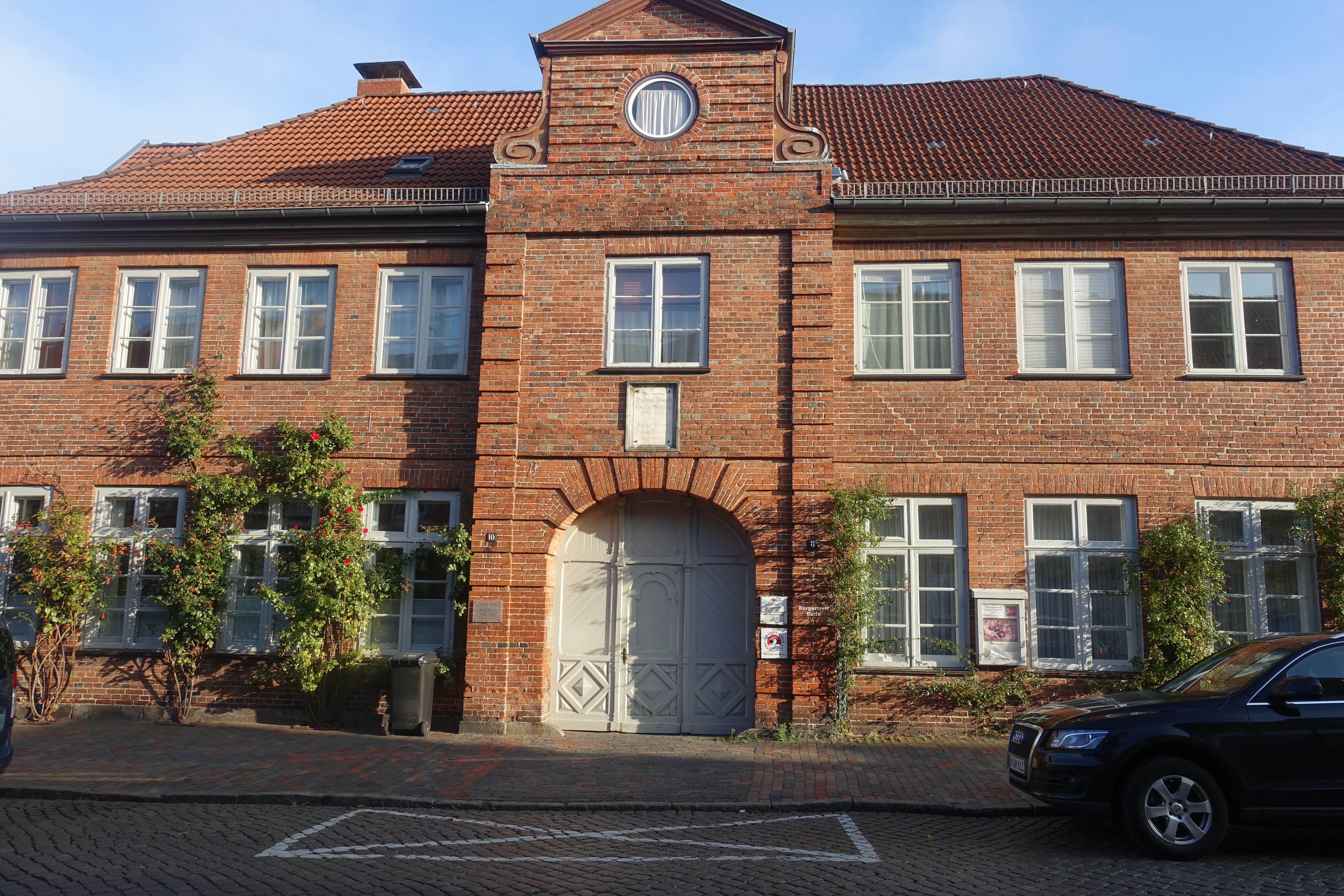
Дім Тішбейна в Ойтіні

Опісля Тішбайн оселився в Ойтіні, де перебував до своєї смерті в 1829 році. В замку Ойтіні майбутній Великий князь мав свою літню резиденцію, і Тішбайн навчав синів герцога малювати. У музеї замку досі зберігається багато його робіт. Завдяки заступництву Петра I двір в Ойтіні отримав репутацію «Веймара Півночі» , оскільки, крім Тішбайна, тут також працювали Фрідріх Ґотліб Клопшток і Франц Антон фон Вебер, а також й інші студенти, які бажали підготуватися до вступу в академію. Серед них Фердинанд Флор, Ніколас Лескоу, Карл Андреас Гус і Якоб Генслер.
З 1817 року відносини з Ґете пожвавлюються. У 1821 році співпраця між художником і поетом, про яку вже мріяли в Італії, нарешті відбулася, коли Тішбайн надіслав Ґете акварельні ескізи своїх ідилічних картин, які супроводжував віршами та описами картин.
Могилу Тішбайна можна знайти в Ойтіні на кладовищі на Plöner Straße. Меморіальна дошка над його колишнім будинком на Штольбергштрассе 8–10 вшановує пам'ять художника. Деякі з його великоформатних картин виставлені в замку та в Остгольштейнському музеї Ойтін. Від його співпраці з виробником печей Eutin Niemann збереглися численні печі, в яких Тішбайн розробляв плитки переважно з античними мотивами. 43 з них знаходяться в замку Ойтін.
Менш відома літературна творчість Тішбейна, його автобіографія «З мого життя » (написана з 1810 р.) і його листи, які високо цінував Ґете. Ця частина його творчості вшанована в дослідженні письменника Фрідріха Ернста Петерса, Йоганна Генріха Вільгельма Тішбейна (1751–1829).

## Сім'я

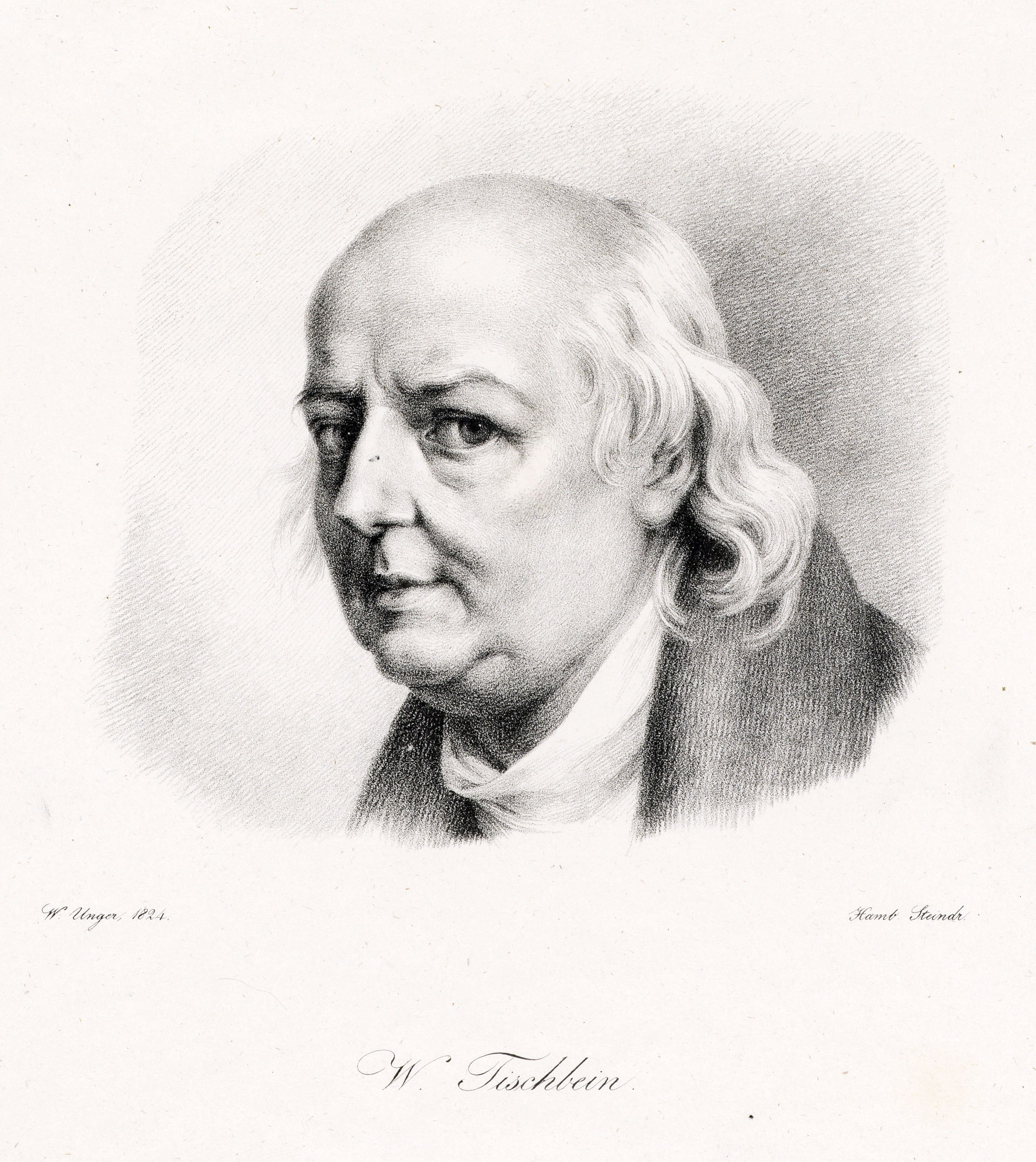
Портрет Йоганна Генріха Вільгельма Тішбайна, 1824 рік, робота його племінника Вільгельма Унгера

У 1806 році Тішбейн одружився з Анною Мартою Кеттінг (1775–1832), яка походила з Гайни, і мав з нею п'ять дочок і сина. Дочка Сусанна пізніше вийшла заміж за ольденбурзького придворного архітектора Генріха Штрака, свого троюрідного брата. Син Петер Фрідріх Людвіг Тішбейн був лісником і природознавцем.

## Виставки (вибірка)
- 2019: Гамбурзька школа – 19-е Заново відкрите століття (12 квітня – 14 липня), Гамбурзька картинна галерея

## Твори

### Картини (вибірка)
- Гете в Кампанії, полотно, олія, 1787, 164 × 206 см, Штедель, Франкфурт-на-Майні.
- Гете біля вікна римської квартири на Корзо, акварель, крейда та перо поверх олівця/паперу, 1787, 41,5 × 26,6 см, Музей Ґете, Франкфурт-на-Майні.
- Сила людини (образ розуму), полотно, олія, 1821, Державний музей мистецтва та історії культури Ольденбурга.
- Брут знаходить імена своїх синів у списку змовників і засуджує їх до страти, після 1783 р., полотно, олія, 156 × 206 см, Kunsthaus Zurich.
- Портрет Елізи фон дер Рекке, олія на полотні, близько 1775 р., 60,5 × 48 см, Städtische Galerie Dresden, (інв. № 1980/k45).
- Генерал Беннігсен зі своїм штабом,[17] 1816, Гамбурзька картинна галерея
- Портрет дочки Ернестіни, полотно, олія, близько 1810 р., 41,0 см × 33,0 см, Німецький національний музей (інв. № Gm2136).[18]

### Рисунки
- Проклята друга подушка, малюнок тушшю, 1787, 19,7 × 26,9 см, Weimarer Klassik Foundation

## Картинки

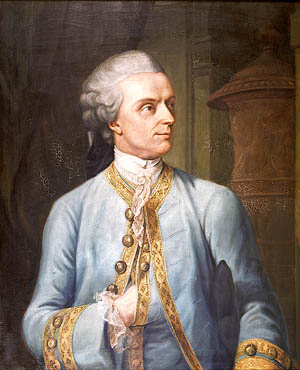
Крістіан Ґотлоб Гайне (1772)
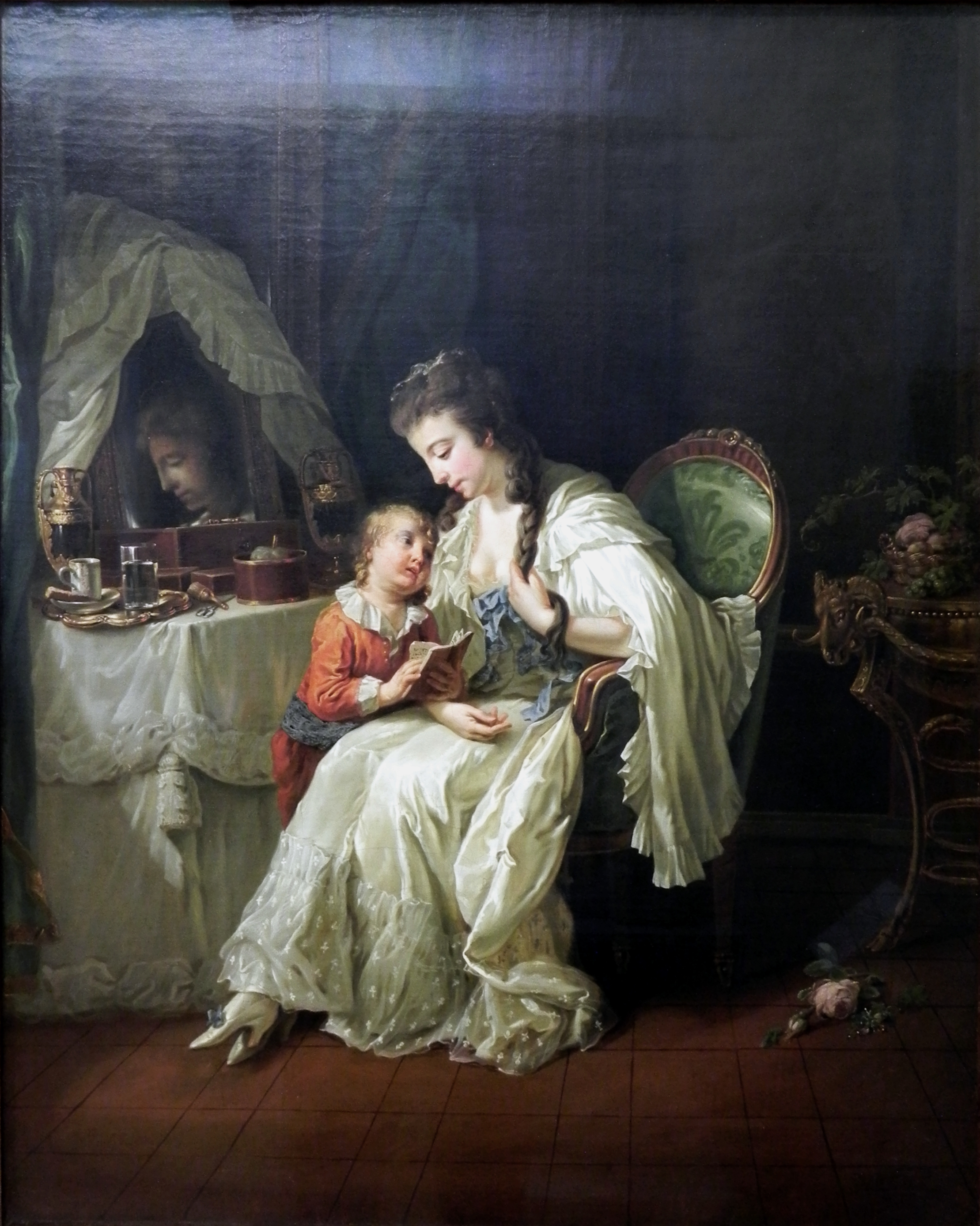
Сімейна сцена (1778)
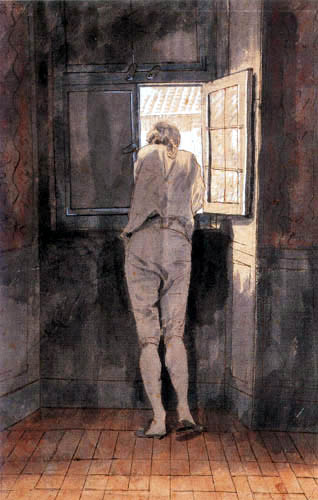
Ґете дивиться зі спільної квартири на Віа дель Корсо (1787)
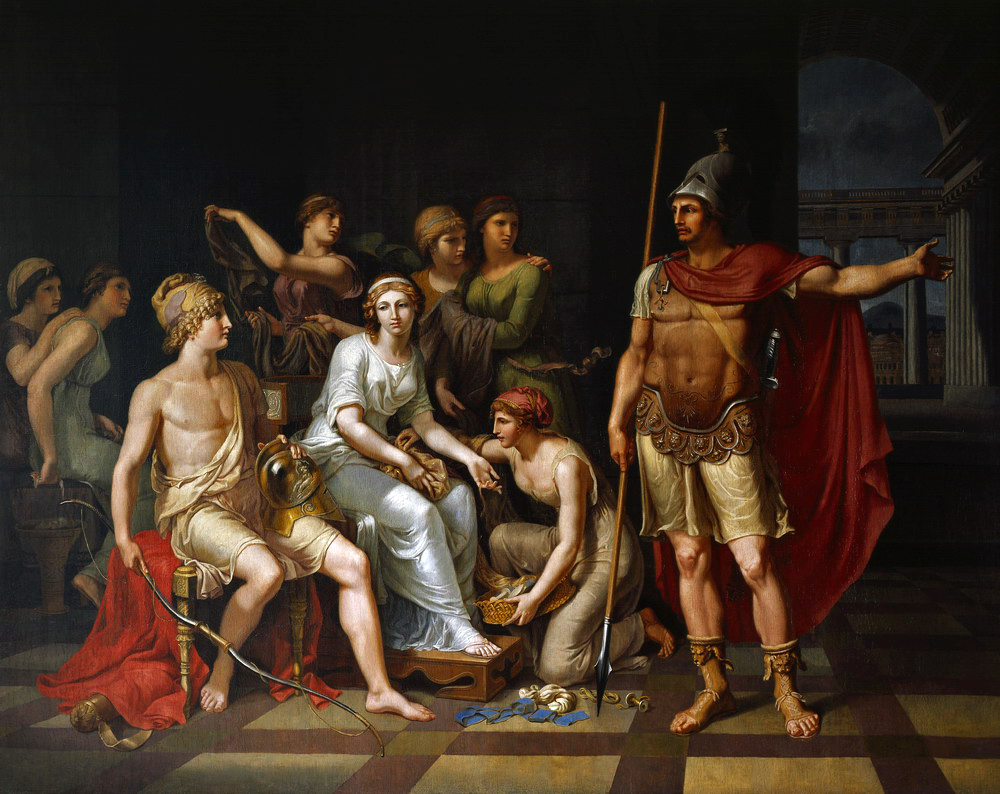
Гектор закликає Паріса до війни (1787)
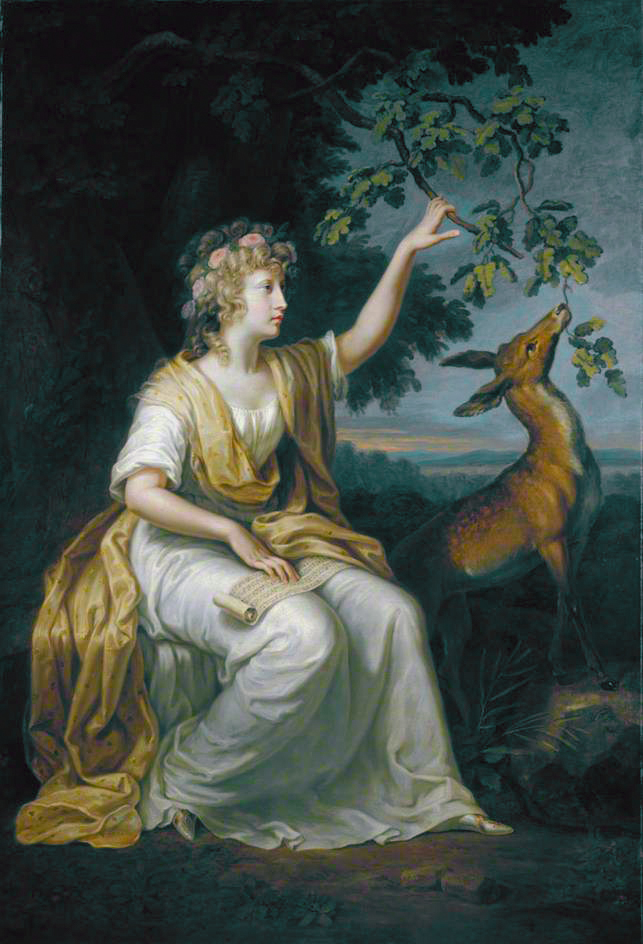
Леді Шарлотта Бері, уроджена Кемпбелл (1789)
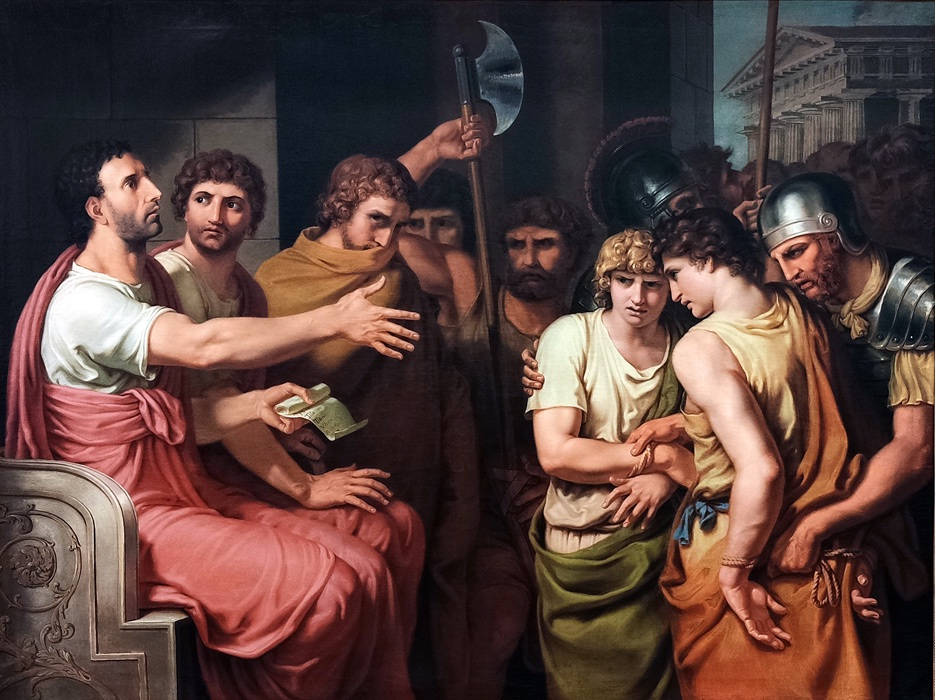
Луцій Юній Брут знаходить імена своїх синів у списку змовників і засуджує їх до страти (1800)
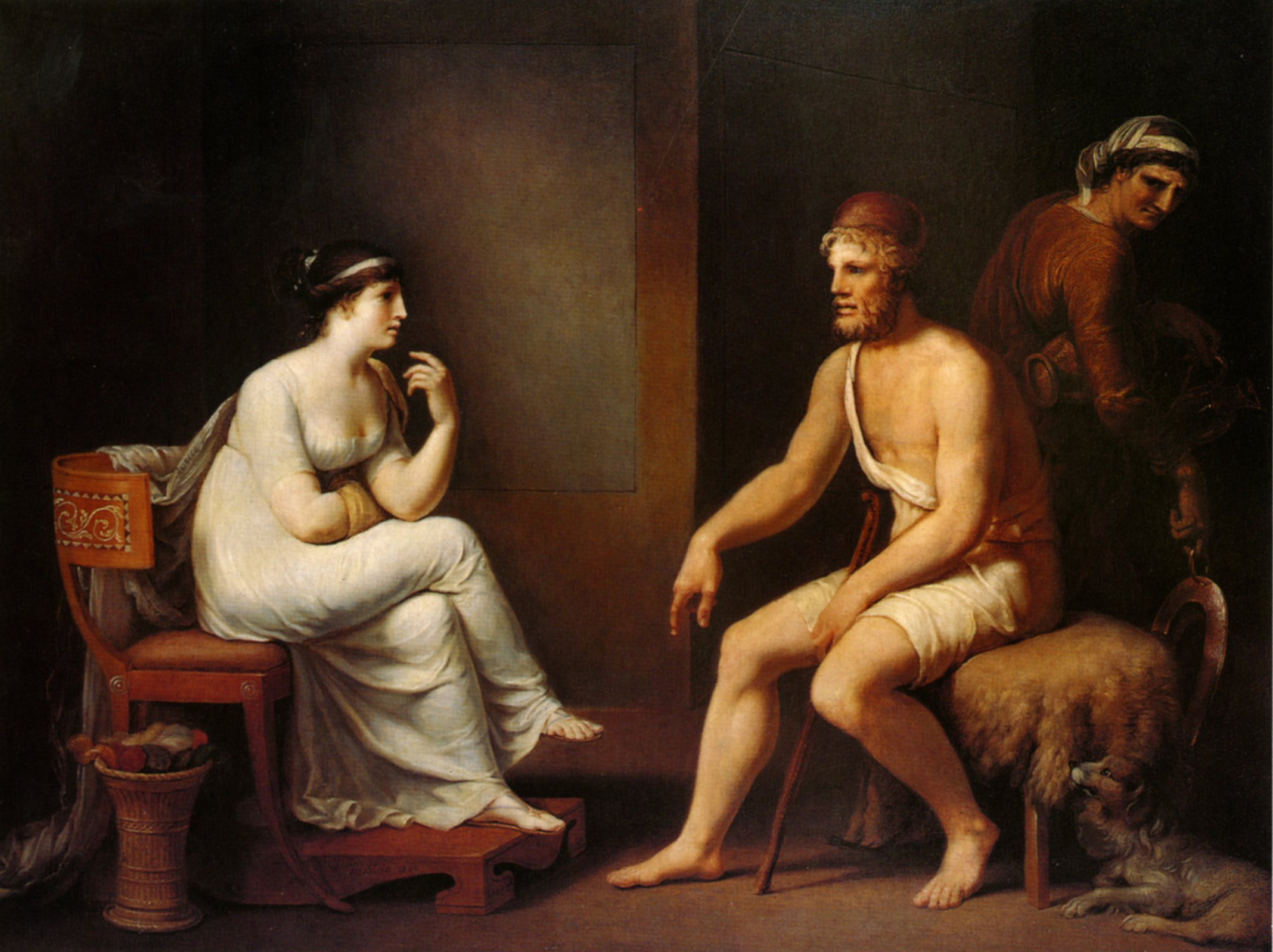
Одіссей і Пенелопа (1802)
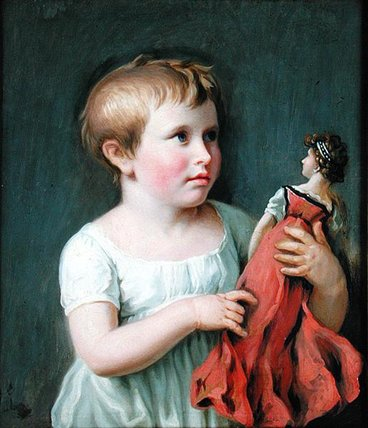
Корнелія Вільгельміне Амсінк (1805)
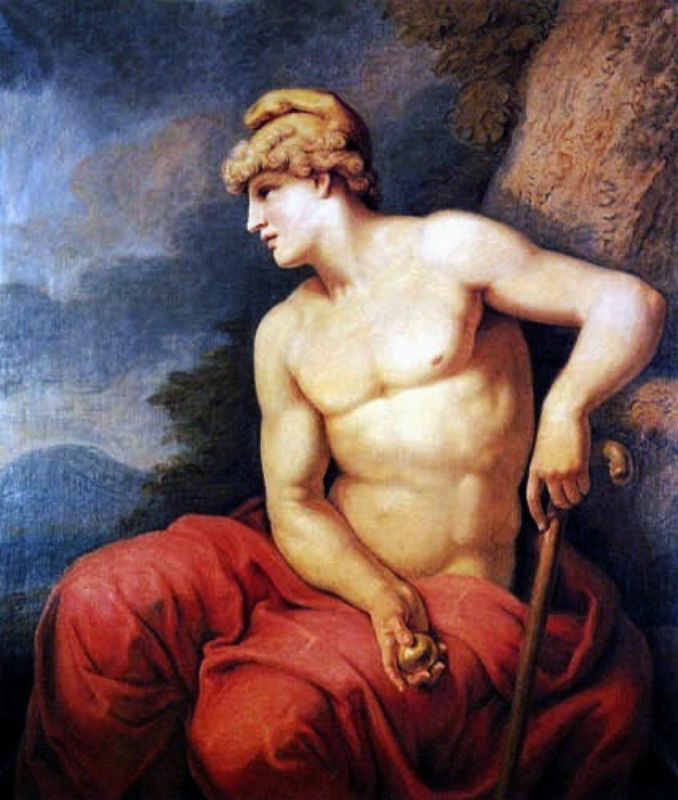
Паріс з яблуком (1815)
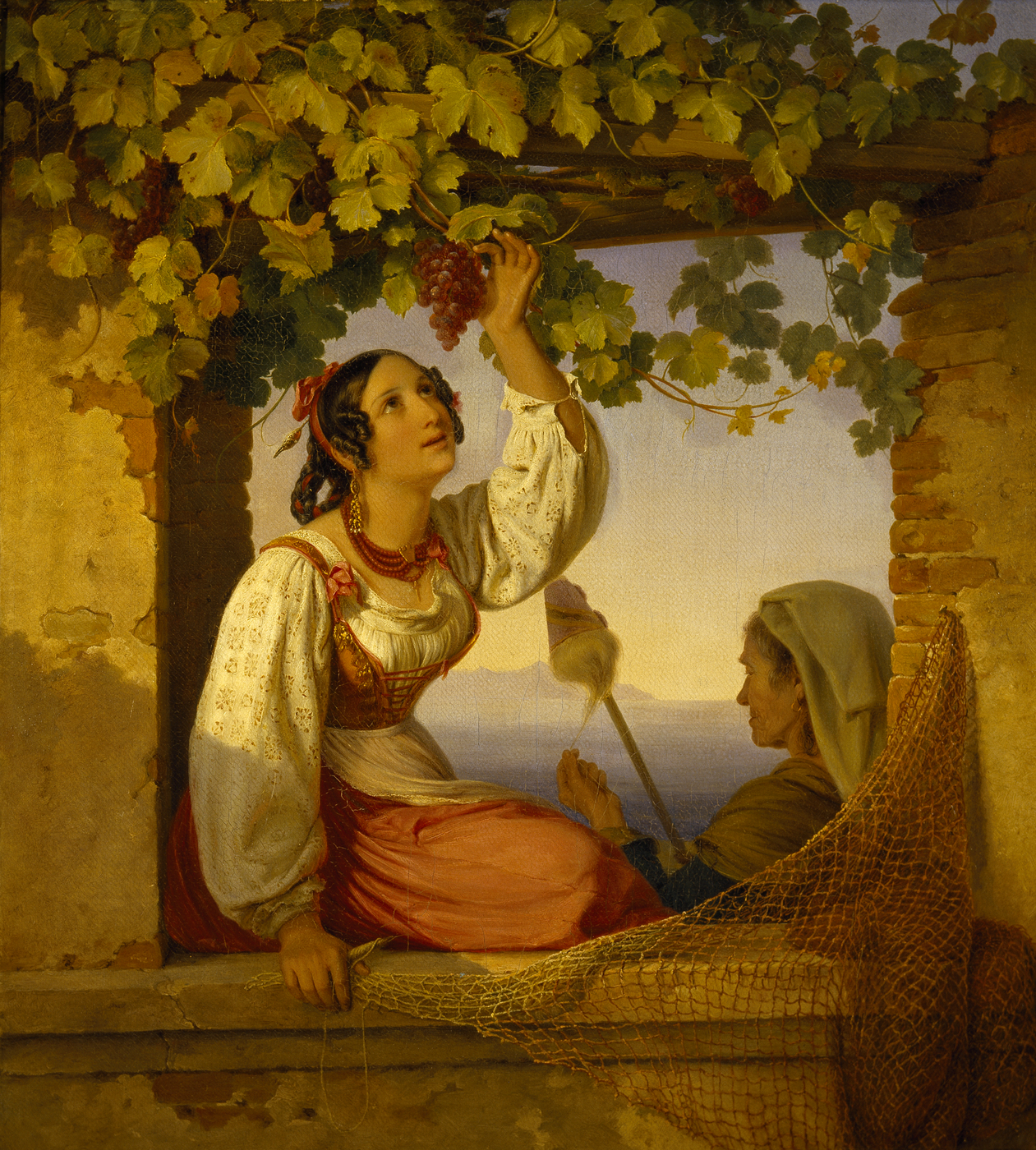
Донька неаполітанського рибалки (бл. 1817)
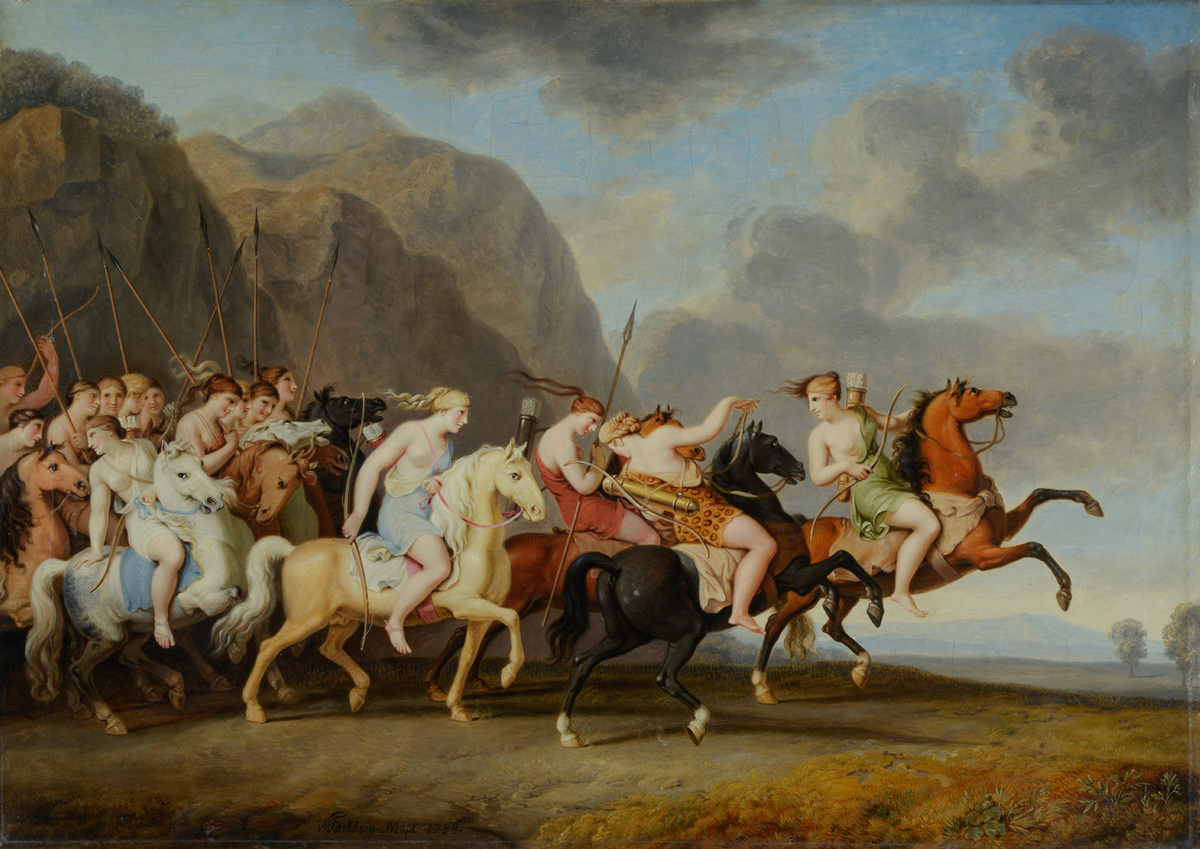
Амазонки (бл. 1820)
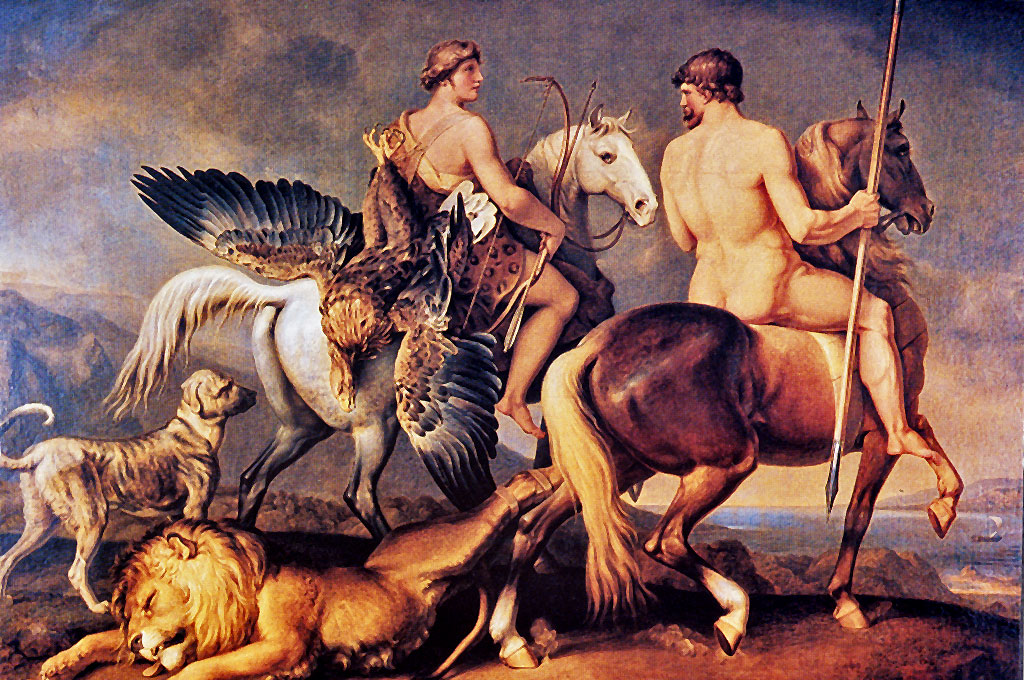
Des Mannes Stärke (1821)
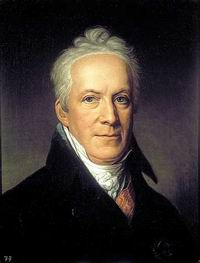
Державний канцелр Гарденберґ (до 1829)
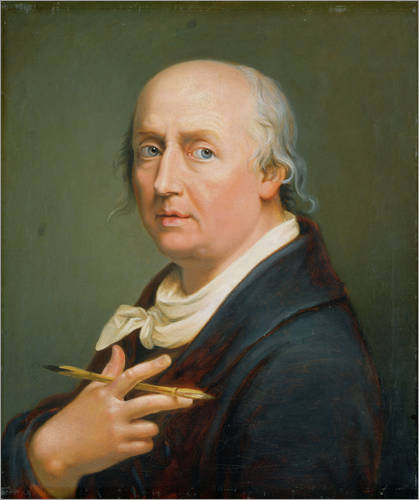
Автопортрет